# Miške

Erste Seite aus dem Manuskript. Čiurlionis nannte die Dichtung auf seiner Muttersprache polnisch W lesie; durchgesetzt hat sich allerdings der litauische Name Miške.

Miške (polnisch W lesie, deutsch Im Wald) ist eine sinfonische Dichtung von Mikalojus Konstantinas Čiurlionis. Komponiert wurde sie in den Jahren 1900 und 1901 nach Abschluss von seinem Kompositionsstudium in Warschau, aber noch vor seinem Studienjahr in Leipzig. Den größten Teil schrieb Čiurlionis in lediglich zwölf Tagen im November 1900.
Sie gehört zu den Bekanntesten seiner Werke und ist mit Jūra eine der am umfangreichsten erhaltenen Partituren von Čiurlionis. Diese sinfonischen Dichtungen sind in der weltweiten Musikgeschichte der Spätphase der klassisch-romantischen Epoche zuzuordnen, aus der ein außergewöhnlich reichhaltiges Werkrepertoire überliefert ist. In der litauischen Sinfonik nehmen sie hingegen eine Pionierrolle ein, da es sich um die ersten beiden litauischen Werke für Orchester handelt.
Diese Dichtung wurde seinem Studienkollegen Eugeniusz Morawski-Dąbrowa gewidmet. Mit ihr nahm Čiurlionis außerdem an einem von Graf Zamoyski finanzierten Wettbewerb, anlässlich der 1901 eröffneten Warschauer Nationalphilharmonie, teil und wurde besonders erwähnt. Die Komposition stand dann unter dem polnischen Titel W lesie auf dem Programm des 21. Philharmonischen Abends am 8. April 1902, wurde letzten Endes aber nicht gespielt – angeblich deshalb, weil Morawski darauf bestand, dass Čiurlionis auf dem Programm als „litauischer Komponist“ ausgewiesen werde. Die Uraufführung fand dann erst postum 1912 in Warschau statt.
Die Instrumentation setzt sich zusammen aus drei Flöten, zwei Oboen, einem Englischhorn, zwei Klarinetten in B, eine Bassklarinette, zwei Fagotten, vier Hörnern in F, zwei Trompeten in B, drei Posaunen, einer Tuba, einer Harfe und den Streichern.
Die Spieldauer beträgt je nach Interpretation ungefähr 18 Minuten.

## Belege
1. ↑  Biography | M. K. Čiurlionis. Abgerufen am 3. März 2020 (amerikanisches Englisch).
2. ↑  Jadwiga Siedlecka: Mikołaj Konstanty Čiurlionis Preludium Warszawskie. AgArt, Warschau 1996, S. 29.
3. ↑  https://www.naxos.com/reviews/reviewslist.asp?catalogueid=ODE1344-2&languageid=DE